# Euchlanis stroma
Euchlanis stroma is een raderdiertjessoort uit de familie Euchlanidae. De wetenschappelijke naam van deze soort is voor het eerst geldig gepubliceerd in 1887 door Gosse.